# Бродський Ераст Костянтинович
Ераст Костянтинович Бродський (20 серпня 1851, Іванівка, Верхньодніпровський повіт, Катеринославська губернія — 30 серпня 1919, Катеринослав) — український землевласник, громадський діяч та меценат, дійсний статський радник.

## Біографія
Ераст Костянтинович Бродський народився в родині заможного верхньодніпровського землевласника на півночі Катеринославської губернії. Після отримання початкової освіти у приватного вчителя, був зарахований до Катеринославської класичної гімназії, яку успішно закінчив 1870 року.
1874 року закінчує з відзнакою юридичний факультет Новоросійського університету та три роки присвячує державній юридичній службі в Московському окрузі та Царстві Польському.
1877 року направляється у подорож Європою, відвідує Ньєврський департамент Франції, Швейцарію, Німеччину, Австрію, Італію та Угорщину.
Активно вивчає передовий досвід європейського тваринництва. За три роки відвідує всі значні сільськогосподарські європейські виставки.
Після повернення на батьківщину активно розвиває власне господарство, завозить до Іванівки племінну худобу та виводить власні породи. Для зрошення земель будує великий штучний ставок, який існує й досі.
Для розвитку власного господарства активно сприяє розвитку Катеринославської залізниці, прокладанню нової гілки Любомирівка —П'ятихатки. За рахунок власних коштів будує залізничну станцію.

## Громадська діяльність
1875 року — Училищна рада Верхньодніпровського повіту під головуванням Ераста Бродського ухвалює рішення про відкриття початкових училищ (початкових класів).
1876 року — обрано почесним мировим суддею та представником повітового та губернського земств для участі в роботі залізничного департаменту.
З 1880 по 1908 — на посаді ватажка верхньодніпровського дворянства та одночасно гласний повітового та губернського земств.
З 1881 — попечитель Саксаганського ремісничого училища.
1895 року — обрано представником дворянства для привітання царя Миколи II з нагоди шлюбу та коронації. На зустрічі виступає з пропозицією про відкриття нижчої сільськогосподарської школи. Після отримання схвального відгуку імператора, дарує 45 га власної землі та власним коштом фінансує будівництво навчального корпусу з пансіоном для учнів.
7 листопада 1899 — відкрито Верхньодніпровську нижчу сільськогосподарську школу I розряду «Росія». Ераст Бродський 8 років утримує школу власним коштом.
1 вересня 1911 — Нижчу сільськогосподарську школу реформовано в Верхньодніпровське середнє сільськогосподарське училище землеробства Катеринославського губернського земства з 6-річним терміном навчання.

## Останні роки життя
Документальних даних про життя після 1917 року не існує.
За деякими джерелами йому вдалося іммігрувати до Франції з родинами дітей, за іншими — він помер 1919 року в Катеринославі й був таємно похований донькою в Іванівці.

## Вшанування пам'яті
На честь Ераста Костянтиновича названа станція Ерастівка Придніпровської залізниці, також до 1960-х років таку назву носило селище, яке виникло при станції.
На клопотання губернського та повітового земств 1916 його ім'я було присвоєно Верхньодніпровському сільськогосподарському училищу.
1998 року ім'я Бродського повернули цьому навчальному закладу.
1999 року на честь 100-ліття технікуму на його подвір'ї було встановлено погруддя Ераста Бродського.